# Госпожа Хендерсън представя
„Госпожа Хендерсън представя“ (на английски: Mrs Henderson Presents) е британски музикален трагикомичен филм от 2005 г. на режисьора Стивън Фриърс. Премиерата е на 9 септември 2005 г. на кинофестивала в Торонто.

## Актьорски състав
| Актьор         | Роля           |
| -------------- | -------------- |
| Джуди Денч     | Лора Хендерсън |
| Боб Хоскинс    | Вивиан Ван Дам |
| Уил Йънг       | Бърти          |
| Кристофър Гест | лорд Кромър    |
| Кели Райли     | Морийн         |
| Тоби Джоунс    | Гордън         |
| Телма Барлоу   | лейди Конуей   |
| Ана Брустър    | Дорис          |

## Награди и номинации
| Категория                               | Номиниран(и)                                   | Резултат               |
| Оскар (5 март 2006 г.)                  | Оскар (5 март 2006 г.)                         | Оскар (5 март 2006 г.) |
| --------------------------------------- | ---------------------------------------------- | ---------------------- |
| Най-добри костюми                       | Най-добри костюми                              | номинация              |
| Най-добра женска роля                   | Джуди Денч                                     | номинация              |
| Награда на БАФТА (19 февруари 2006 г.)  |                                                |                        |
| Най-добри костюми                       | Най-добри костюми                              | номинация              |
| Най-добър оригинален сценарий           | Мартин Шърман                                  | номинация              |
| Най-добра филмова музика                | Джордж Фентън                                  | номинация              |
| Най-добра актриса в главна роля         | Джуди Денч                                     | номинация              |
| Златен глобус (16 януари 2006 г.)       |                                                |                        |
| Най-добър филм – мюзикъл или комедия    | Най-добър филм – мюзикъл или комедия           | номинация              |
| Най-добра актриса в мюзикъл или комедия | Джуди Денч                                     | номинация              |
| Най-добър поддържащ актьор              | Боб Хоскинс                                    | номинация              |
| Сателит (17 декември 2005 г.)           |                                                |                        |
| Най-добра актриса в мюзикъл или комедия | Джуди Денч                                     | номинация              |
| Емпайър (13 март 2006 г.)               |                                                |                        |
| Най-добър дебют                         | Кели Райли (също за „Гордост и предразсъдъци“) | награда                |